# Wenceslau Braz (Minas Gerais)
Wenceslau Braz (amtlich portugiesisch Município de Wenceslau Braz, auch: Venceslau Brás, zuvor: Bicas do Meio) ist ein brasilianisches Munizip in der Mikroregion Itajubá im Süden von Minas Gerais. Die brasilianische Volkszählung von 2022 ergab 2.356 Einwohner.

## Toponym
Die Stadt ist nach Venceslau Brás benannt, einem brasilianischen Rechtsanwalt und Politiker, der zwischen 1914 und 1918 Präsident Brasiliens war.

## Geografie
Sie hat eine Fläche von 102,487 km² und eine Bevölkerungsdichte von 22,99 Einwohnern pro Quadratkilometer. Sie liegt auf dem Breitengrad 22º32'04„ Süd und dem Längengrad 45º21'46“ West, auf einer Höhe von 1005 Metern.
Sie grenzt im Norden an die Munizipien Itajubá, im Osten und Südosten an Delfim Moreira, im Südwesten an Campos do Jordão (SP) und im Westen an Piranguçu. Zu ihr gehört auch die Comarca Itererê, der über eine unbefestigte Straße erreicht wird und 11 km vom Stadtzentrum entfernt liegt.

## Geschichte
Die Geschichte geht auf das Jahr 1922 zurück, als mit dem Bau des Wasserkraftwerks begonnen wurde, das zehn Jahre später, am 8. Dezember 1932, in einem Militärbezirk der damaligen Gemeinde Itajubá, genannt „Bicas do Meio“, fertiggestellt wurde.
In jenen Jahren (ab 1941) auch unter dem Akronym R.E.P.I. (Rede Elétrica Piquete-Itajubá) bekannt, wurde das Werk zur Versorgung der Waffenfabrik Itajubá (Imbel) und der Schießpulverfabrik in Piquete-SP errichtet. Das bahnbrechende 3,4-MW-Kleinwasserkraftwerk wurde 1934 sogar vom Präsidenten der Republik Getúlio Vargas besucht.
Im Jahr 1944 wurde das damalige Viertel Bicas do Meio mit seinen Einwohnern, die zur Arbeit im Kraftwerk und bei der Companhia Especial de Obras nº 5 (CEO-5) anreisten, zur Eröffnung der Bundesstraße BR-459, die Itajubá/MG mit Lorena/SP verbindet, zum Distrikt Itajubá erhoben.
Zwei Jahrzehnte später (1962) verabschiedete die gesetzgebende Versammlung von Minas Gerais (Assembleia Legislativa de Minas Gerais) das Gesetz Nr. 2.764, mit dem das Municipio Bicas do Meio gegründet und am 1. März 1963 mit dem ersten Bürgermeister (Prefeito), Intendant Afonso Costa, offiziell eingerichtet wurde. Im folgenden Jahr, am 9. September 1964, wurde die Gemeinde Bicas do Meio durch das Gesetz Nr. 3.187 zu Wenceslau Braz umbenannt.

## Politik
| Nr. | Prefeito                | Partei | Beginn          | Ende              |
| --- | ----------------------- | ------ | --------------- | ----------------- |
| 1   | Afonso Costa            |        | 1. März 1963    | 29. August 1963   |
| 2   | Oswaldo Reynaldo        |        | 30. August 1963 | 30. Januar 1967   |
| 3   | Ataliba Florêncio Costa |        | 30. Januar 1967 | 30. Januar 1971   |
| 4   | João Rodrigues da Costa |        | 31. Januar 1971 | 30. Januar 1973   |
| 5   | Rosario Amaral Silva    |        | 31. Januar 1973 | 30. Januar 1977   |
| 6   | Otavio Rodrigues        |        | 31. Januar 1977 | 30. Januar 1982   |
| 7   | Benedito Eloy Ferreira  |        | 31. Januar 1982 | 31. Dezember 1988 |
| 8   | Antônio Vicente Campos  |        | 1. Januar 1989  | 31. Dezember 1992 |
| 9   | Joaquim Raimundo Fortes |        | 1. Januar 1993  | 31. Dezember 1996 |
| 10  | José Mauro da Silva     |        | 1. Januar 1997  | 31. Dezember 2000 |
| 11  | Geraldo Magela Eloi     | PTB    | 1. Januar 2001  | 31. Dezember 2004 |
| 12  | Geraldo Magela Eloi     | PTB    | 1. Januar 2005  | 31. Dezember 2008 |
| 13  | Joaquim Cláudio Barbosa | PTB    | 1. Januar 2009  | 31. Dezember 2012 |
| 14  | Geraldo Magela Eloi     | PTB    | 1. Januar 2013  | 31. Dezember 2016 |
| 15  | Geraldo Magela Eloi     | PTB    | 1. Januar 2017  | 31. Dezember 2020 |
| 16  | Edvaldo José Bitencourt | MDB    | 1. Januar 2021  | 31. Dezember 2024 |
| 17  | Edvaldo José Bitencourt | MDB    | 1. Januar 2025  | 31. Dezember 2028 |

## Wasserkraftwerk
Ab 1922 wurde durch „deutsche Ingenieure“ das Wasserkraftwerk Bicas do Meio der Rede Elétrica Piquete-Itajubá (R.E.P.I.) mit 3,4 MW Leistung gebaut, welches über zwei Talsperren südlich der Stadt versorgt wird. Erst 1932 wurde der Bau vollendet. Zwei Überlandleitungen verbinden das Kraftwerk mit Itajubá und Piquete, welche auf Gittermasten deutscher Bauart verlegt wurden. Die Bauweise des Kraftwerks erinnert an vergleichbare Wasserkraftprojekte in Deutschland und war eines der modernsten seiner Zeit in Südamerika. 1934 wurde es vom damaligen Präsidenten Getúlio Vargas besichtigt. Während des Zweiten Weltkriegs – Brasilien war ab 1944 Kriegsgegner Deutschlands – wurde die Energie zur Versorgung zweier Rüstungsbetriebe verwendet.

## Straßen
Die Hauptstraße durch die Stadt ist die BR-459, die Paraty mit Poços de Caldas verbindet.